# Rudolf Egelhofer
Rudolf Egelhofer, dans certaines sources également Eglhofer, né le 13 avril 1896 à Munich-Schwabing et mort le 3 mai 1919 à Munich, est un membre du Parti communiste allemand (KPD), commandant de la ville de Munich en avril 1919 et chef de l'Armée rouge de la République des conseils de Bavière.

## Biographie
Rudolf Egelhofer est le fils du peintre d'enseignes Friedrich Egelhofer et de sa femme Maria, une famille pauvre. Il entre dans la marine impériale, mais est apparemment très tôt rebelle aux entraînements militaires. Dès 1913, alors qu'il est encore mousse, il quitte sans autorisation son navire-école de la classe Victoria Louise (selon les archives de police) mais sa tentative de fuite échoue. En 1914, il sert dans l'infanterie de marine sur le front de l'Ouest dans les FlandresPremière Guerre mondiale.
En 1918, Egelhofer prend part aux mutineries de Kiel, qui déclenchent la révolution de révolution de novembre. Il aurait été arrêté et aurait été condamné à mort. Le 15 février 1919, il revint dans sa ville natale de Wilhelmshaven avec 600 autres marins armés. En Bavière, la monarchie des Wittelsbach est tombée le 7 novembre et l'État libre de Bavière est proclamé république avec Kurt Eisner ( USPD) comme Premier ministre d'un gouvernement SPD/USPD.
Le 10 janvier 1919, Egelhofer entre dans le bâtiment du ministère bavarois des Affaires étrangères lors d'une réunion de protestation de la  ligue spartakiste, et annonce au ministre qu'un rassemblement de 5000 travailleurs proclame la république des Conseils, destitue le commandant de la ville Oskar Dürr (1877-1959, vice-consul tsariste, SPD), établit des relations diplomatiques avec les conseils en Russie et met en place une Armée rouge.
Après l'assassinat d'Eisner le 21 février 1919 par Anton Graf von Arco auf Valley, la crise atteint son paroxysme. Egelhofer s'engage dans le mouvement du conseil des soldats révolutionnaires et rejoint le KPD. Il est considéré comme courageux, énergique et a apparemment un certain talent oratoire. L'écrivain Oskar Maria Graf écrit dans son livre Nous sommes prisonniers, à propos du premier défilé de l'Armée rouge dans la Ludwigstrasse de Munich : « Egelhofer, le commandant de l'armée, a parlé à la fenêtre. Il se tenait là, déterminé et sans fioritures, en uniforme de marin, levant parfois le poing. Celui qui l'entendait devait le croire. »

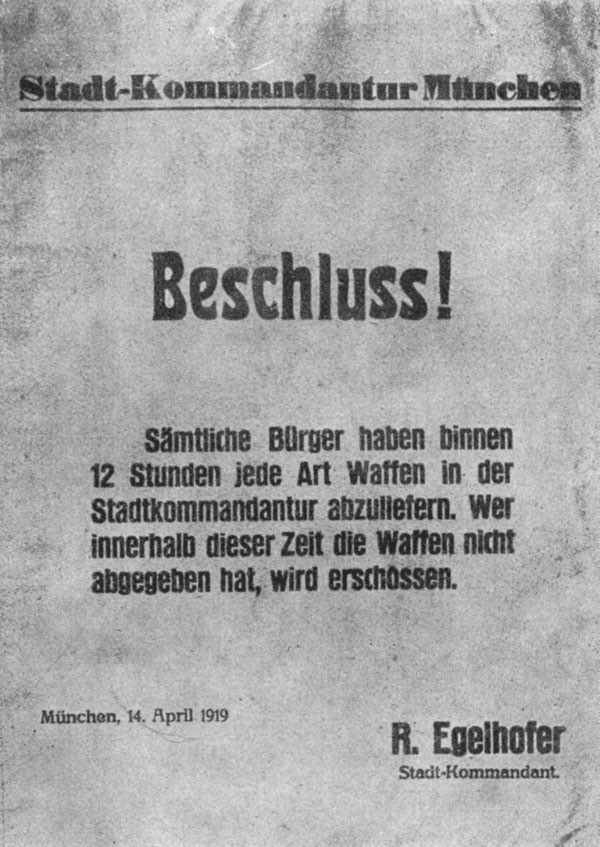
Décret public pour la remise des armes à partir du 14 avril 1919, signé par le commandant de la ville Rudolf Egelhofer : l'une des premières mesures de la nouvelle direction communiste de la République des Conseils après le putsch déjoué du dimanche des Rameaux.

Egelhofer dirige les opérations contre la tentative de putsch du dimanche des Rameaux le 13 avril 1919. Sous son commandement, les troupes révolutionnaires prennent d'assaut la gare centrale de Munich tenue par des partisans du gouvernement de Bavière (SPD) en exil, réfugié à Bamberg. Le putsch échoue et le même jour, Egelhofer est nommé commandant de la ville de Munich par le gouvernement des Conseils, maintenant dominé par des membres du KPD tels qu'Eugen Leviné et Max Levien, et devient par la suite le chef de l'« Armée rouge » de Munich, composée de soldats et d'ouvriers. Le pacifiste et écrivain Ernst Toller est nommé à ses côtés. Cependant, il apparaît vite impossible d'organiser en quelques jours la défense de Munich avec quelque 20 000 soldats et ouvriers à peine entraînés, mal armés et à l'enthousiasme très variable, face à la supériorité croissante des troupes « blanches », la Reichswehr et les corps francs, appelés à la rescousse par la direction du SPD de Bamberg sous Johannes Hoffmann.
Dans les premiers jours de mai 1919, les troupes gouvernementales envahissent la ville et ne rencontrent de résistance qu'en quelques endroits seulement. L'idée de rassembler les membres de la « bourgeoisie » sur la Theresienwiese et de les fusiller lorsque les « blancs » entrent en ville est une initiative qu'Egelhofer ne parvient pas à imposer. Cependant, il donne probablement l'ordre de fusiller dix otages au lycée Luitpold de Munich, principalement des membres de la société Thulé.
Dans la période qui suit, les troupes « blanches » victorieuses se livrent à Munich à une répression massive avec des centaines d'exécution. Au total, plus de 2 200 partisans de la république des Conseils sont condamnés à mort ou à des peines de prison. Le 1er mai, Egelhofer est arrêté dans sa cachette, l'appartement du docteur Dr Hildegard Menzi dans la Maximilianstraße. Après avoir subi de mauvais traitements, il est exécuté sans jugement le 3 mai à la résidence de Munich.

### Hommages
En RDA, ont porté son nom un bateau lance-missiles de la classe OSA-I (1964), une corvette la classe Tarantul (1985, aujourd'hui USNS Hiddensee), l'École de formation des sous-officiers de l'Armée est-allemande à Weißwasser, une Rudolf-Egelhofer-Oberschule à Rostock, et une Rudolf-Egelhofer-Straße existe toujours à Strausberg, Brandebourg. Depuis octobre 2016, au cimetière du Nord à Munich, sur la tombe no 6, section 105, rangée 5, une plaque commémorative a été déposée par le « Plenum-R ».